# Aillas

Aillas este o comună în departamentul Gironde din sud-vestul Franței. În 2009 avea o populație de 745 de locuitori.

## Evoluția populației
| An        | 1975 | 1982 | 1990 | 1999 | 2006 | 2009 |
| --------- | ---- | ---- | ---- | ---- | ---- | ---- |
| Populație | 790  | 690  | 656  | 668  | 724  | 745  |